# Canton de Chaville
Le canton de Chaville est une ancienne division administrative française située dans le département des Hauts-de-Seine et la région Île-de-France.

## Géographie
Le canton de Chaville était composé de 4 villes : Vaucresson, Marnes-la-Coquette, Ville-d'Avray et Chaville

## Administration
| Période | Période          | Identité                     | Étiquette    | Qualité                                                                                             |
| ------- | ---------------- | ---------------------------- | ------------ | --------------------------------------------------------------------------------------------------- |
| 1967    | 1973             | Gabriel Ausserré (1906-1995) | SFIO puis PS | Employé de la RATP (ex-STCRP) Maire de Chaville (1955-1971)                                         |
| 1973    | 1982             | Jean Germain                 | UDR puis RPR | Adjoint au maire de Chaville                                                                        |
| 1982    | 1996 (démission) | Marcel Houlier               | UDF-CDS      | Maire de Chaville (1971-1995) Démissionnaire                                                        |
| 1996,   | 2004             | Denis Badré                  | UDF          | Ingénieur général du Génie rural, des Eaux et Forêts Maire de Ville-d'Avray et sénateur (1995-2011) |
| 2004    | 2008 (démission) | Jean-Jacques Guillet         | UMP          | Chef d'entreprise retraité Député des Hauts-de-Seine (1993-2017) - Maire de Chaville depuis 2008    |
| 2008    | 2015             | Christiane Barody-Weiss      | DVD          | Maire de Marnes-la-Coquette - Députée suppléante                                                    |

## Composition
| Nom                  | Code Insee | Codepostal | Superficie (km2) | Population (dernière pop. légale) | Densité (hab./km2) |
| -------------------- | ---------- | ---------- | ---------------- | --------------------------------- | ------------------ |
| Chaville (chef-lieu) | 92022      | 92370      | 3,55             | 19 343 (2012)                     | 5 449              |
| Marnes-la-Coquette   | 92047      | 92430      | 3,48             | 1 634 (2012)                      | 470                |
| Vaucresson           | 92076      | 92420      | 3,08             | 8 611 (2012)                      | 2 796              |
| Ville-d'Avray        | 92077      | 92410      | 3,67             | 10 733 (2011)                     | 2 925              |

## Démographie
| 1968 | 1975 | 1982 | 1990   | 1999   | 2006   | 2011   | 2012   |
| ---- | ---- | ---- | ------ | ------ | ------ | ------ | ------ |
| -    | -    | -    | 39 112 | 39 041 | 40 088 | 39 856 | 40 615 |

## Pour approfondir